# 克爾利巴巴鄉

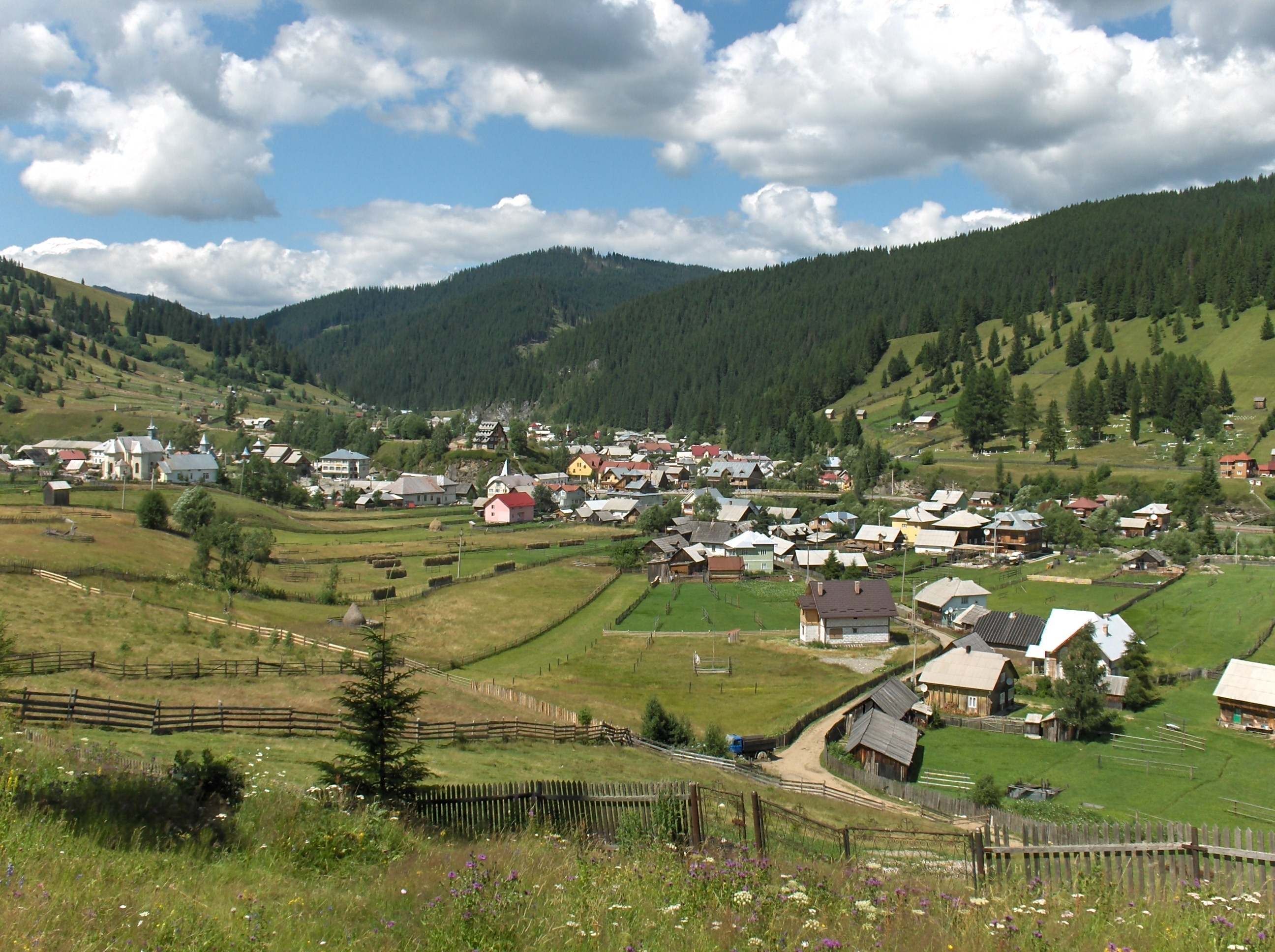

47°35′N 25°08′E / 47.583°N 25.133°E
克爾利巴巴鄉（羅馬尼亞語：Comuna Cârlibaba, Suceava），是羅馬尼亞的鄉份，位於該國東北部，由蘇恰瓦縣負責管轄，面積271平方公里，海拔高度946米，2007年人口1,910，人口密度每平方公里7人。